# Yangi Nishon
Yangi Nishon (uzb. cyr. Янги Нишон; ros. Янги-Нишан, Jangi-Niszan) – miasto w południowym Uzbekistanie, w wilajecie kaszkadaryjskim, siedziba administracyjna tumanu Nishon. W 2016 roku liczyło ok. 13,3 tys. mieszkańców.
Miejscowość otrzymała prawa miejskie w 1982 roku.